# Переяславцева Софія Михайлівна
Софія Михайлівна Переяславцева (17 вересня 1849 — 1 грудня 1903) — перша жінка-зоолог Російської імперії, очолювала Севастопольську біологічну станцію у 1880—1891 роках і таким чином була імовірно першою жінкою-науковцем, що керувала науковим закладом. Зробила вагомий внесок у галузях зоології, переважно безхребетних, та ембріології. Описала близько 45 нових для науки видів безхребетних, здебільшого морських. Лауреатка премії ім. К. Ф. Кесслера (1893).

## Життєпис
Народилася у дворянській родині військового офіцера. Середню освіту отримала в Курській гімназії, яку закінчила 1869 року. Софія мріяла займатися природничими науками і поїхала на кілька місяців до Петербургу, сподіваючись отримати там вищу освіту, однак це не здійснилося. Згодом два роки прожила у Харкові, продовжуючи там самоосвіту, відвідуючи публічні лекції по природничим наукам. В цей же період, у 1872 році, опублікувала дві перші наукові праці, зокрема статтю «Некоторые сведенья об инфузориях, встречающихся в окрестностях Харькова». Заробляла на життя перекладацькою діяльністю. У 1872 році поїхала до Цюриху, де поступила в університет і вже 1875 року отримала там ступінь доктора філософії захистивши дисертацію на тему «Про будову та форму органу нюху риб», що була видана окремим виданням у Цюриху. У 1876 році С. М. Переяславцева повернулася до Російської імперії та на якийсь час оселилася у Петербурзі, де брала участь у роботі зоологічного відділення Петербурзького товариства природодослідників і зокрема в 1878 році зробила доповідь по темі своєї дисертації, яка отримала схвальні відгуки серед інших від видатного зоолога К. Ф. Кесслера. Однак як жінка вона не могла знайти постійної наукової посади і продовжувала заробляти на життя перекладами, чого ледве вистачало на базові потреби. Нарешті С. М. Переяславцева отримала від Новоросійського товариства природодослідників пропозицію очолити Севастопольську біологічну станцію, якою вона керувала з 1880 року. Цей період життя дослідниці був найбільш продуктивним, її діяльність як керівника станції високо оцінювалася сучасниками. Однак у 1891 році вона була змушена залишити посаду у Севастополі, в результаті чого залишилася майже без засобів до існування. Згодом здійснила декілька нетривалих виїздів у наукові заклади Західної Європи, де продовжувала дослідження. Останні місяці свого життя працювала в Одеському університеті. Померла від пухлини мозку.

## Деякі праці
- «Protozoa Чёрного моря» («Записки Новорос. общ. естествоиспытателей», Одесса, т. X, 1886),
- «Etudes sur le développement des Amphipodes» («Bull. de la Soc. Impér. des Naturalistes de Moscou», 1888),
- «Monographie des Turbellariés de la Mer Noire» («Записки Новорос. общ. естествоиспытат.», Одесса, т. 17 (3), 1892, 303 сс.),
- «Mémoire sur l'organisation de la Nerilla antennata O. Schm.» («Ann. des Sciences natur.», т. I, 1896).

## Деякі описані види морських турбелярій
- Ceratopera paradoxa (Pereyaslawzewa, 1892)
- Convoluta hipparchia Pereyaslawzewa, 1892
- Convoluta variabilis (Pereyaslawzewa, 1892)
- Darwinia albomaculata Pereyaslawzewa, 1892
- Macrostomum gracile Pereyaslawzewa, 1892
- Macrostomum megalogastricum Pereyaslawzewa, 1892
- Paulodora dolichocephala (Pereyaslawzewa, 1892)
- Promesostoma bilineatum Pereyaslawzewa, 1892
- Sopharynx oculatus (Pereyaslawzewa, 1892)
- Trigonostomum mirabile (Pereyaslawzewa, 1892)
- Trigonostomum piriforme Pereyaslawzewa, 1892